# Arteria lingual
La arteria lingual es una arteria que se origina como rama colateral de la arteria carótida externa, aproximadamente en el asta mayor del hueso hioides.

## Trayecto
Presenta un origen común con la arteria facial y sigue un trayecto casi horizontal y hacia delante hasta el borde posterior del músculo hiogloso, continuando en sentido anteroposterior sobre la superficie profunda de este músculo. Normalmente desaparece en el borde posterior del músculo hiogloso; no obstante, en ocasiones cruza haces más posteriores del músculo sobre su superficie lateral, y enseguida atraviesa entre una hendidura del músculo hiogloso. Cubierta por el músculo, la arteria gira bruscamente hacia arriba hasta alcanzar el espacio entre el músculo geniogloso y el músculo longitudinal inferior de la lengua. Aquí se dobla de nuevo en un plano horizontal y, siguiendo un trayecto tortuoso, alcanza la punta de la lengua. Las curvas de la arteria están situadas en un plano vertical y se desarrollan como una adaptación a la gran movilidad de la lengua, especialmente a su poder de alargamiento.

## Ramas
Ramas colaterales:
- Rama hioidea.
- Arteria dorsal de la lengua" o lingual dorsal.

Ramas terminales:
- Arteria sublingual.
- Arteria profunda de la lengua (arco ranino) (TA: arteria profunda linguae), que no presenta ramas y se distribuye hacia la punta de la lengua.

### Rama hioidea
Antes que la arteria lingual penetre en la sustancia de la lengua, emite una rama hioidea que sigue al borde superior del hueso hioides, desprende ramas a los músculos que se insertan en el hueso y finalmente se anastomosa con la rama hioidea del otro lado.

### Ramas linguales dorsales
Una o más  ramas linguales dorsales abandonan la primera parte de la arteria lingual donde se acerca a la base de la lengua y, ascendiendo verticalmente, distribuyen sangre a la parte basal de la lengua. Antes de que la arteria lingual se introduzca en el cuerpo de la lengua desprende una arteria sublingual. Este vaso está situado en piso de boca medialmente a la glándula sublingual e irriga la glándula, la membrana mucosa de piso de boca y el músculo milohioideo. A través de la sustancia de este último, la arteria sublingual se anastomosa con ramas musculares de la arteria submentoniana, una rama de la arteria facial. Si la rama sublingual está ausente es sustituida por una rama perforante de la arteria submentoniana.

### En la lengua
Tras desprender la arteria sublingual, la propia arteria lingual ahora situada en el cuerpo de la lengua, pasa a nombrarse arteria lingual profunda. En su trayecto anterior se dispone cerca  de la superficie inferior de la lengua, muy próxima a la mucosa de revestimiento. Las numerosas ramas de la arteria lingual irrigan el ápex lingual. Una de sus ramas terminales se anastomosa con la arteria lingual profunda contralateral para formar el arco ranino.

## Distribución
Se distribuye hacia la lengua, glándula sublingual, amígdalas y epiglotis.